# تشنارستان الوسط (سررود الجنوبي)
تشنارستان الوسط (بالفارسية: چنارستان وسطی) هي قرية تقع في إيران في قسم سررود الجنوبي الريفي. يقدر عدد سكانها بـ 184 نسمة بحسب إحصاء 2016.